# 後藤文夫
後藤文夫（ごとう ふみお，1884年3月7日—1980年5月13日），日本大分縣大分市人，農林大臣、內務大臣、國務大臣、參議院議員。

## 生平
1908年，後藤文夫畢業於東京帝國大學政治科系，隨即進入內務省擔任基層官員。1923年，轉入警務系統，擔任警保局長。1924年，因日本憲政會所屬的台灣總督伊澤多喜男提拔，特別以未歷練台灣總督府任何職位的資歷，擔任總督府左右手。該舉措，也引起總督府部分官員提出辭呈。1928年，因台中不敬事件而引咎辭職。
| 官衔                                        | 官衔                                              | 官衔              |
| ------------------------------------------- | ------------------------------------------------- | ----------------- |
| 內閣                                        |                                                   |                   |
| 國務大臣 1943年5月26日－1944年7月22日       |                                                   |                   |
| 前任： 岡田啟介                             | 內閣總理大臣（代理） 1936年2月26日－1936年2月28日 | 繼任： 岡田啟介   |
| 內務省                                      |                                                   |                   |
| 前任： 山本達雄                             | 内務大臣 1934年7月8日－1936年3月9日               | 繼任： 潮惠之輔   |
| 前任： 湯地幸平                             | 警保局長 1922年6月14日－1923年10月12日            | 繼任： 岡田忠彦   |
| 農林省                                      |                                                   |                   |
| 前任： 山本悌二郎                           | 農林大臣 1932年5月26日－1934年7月8日              | 繼任： 山崎達之輔 |
| 臺灣總督府                                  |                                                   |                   |
| 前任： 職位創建                             | 交通局總長（代理） 1924年12月25日－1925年4月29日  | 繼任： 生野團六   |
| 前任： 賀來佐賀太郎                         | 總務長官 1924年9月22日－1928年6月26日             | 繼任： 河原田稼吉 |
| 議會席位                                    |                                                   |                   |
| 參議院                                      |                                                   |                   |
| 議員（大分縣） 1953年5月3日－1959年5月2日   |                                                   |                   |
| 貴族院                                      |                                                   |                   |
| 議員（敕選） 1930年12月23日－1945年12月18日 |                                                   |                   |
| 政党职务                                    |                                                   |                   |
| 大政翼贊會                                  |                                                   |                   |
| 前任： 丸山鶴吉                             | 事務總長（代理） 1944年2月25日－1944年3月18日     | 繼任： 小畑忠良   |
| 前任： 安藤紀三郎                           | 副總裁 1943年4月21日－1944年7月22日               | 繼任： 緒方竹虎   |
| 前任： 橫山助成                             | 事務總長 1942年6月15日－1943年6月2日              | 繼任： 丸山鶴吉   |